# Ōbaku-shū
. 

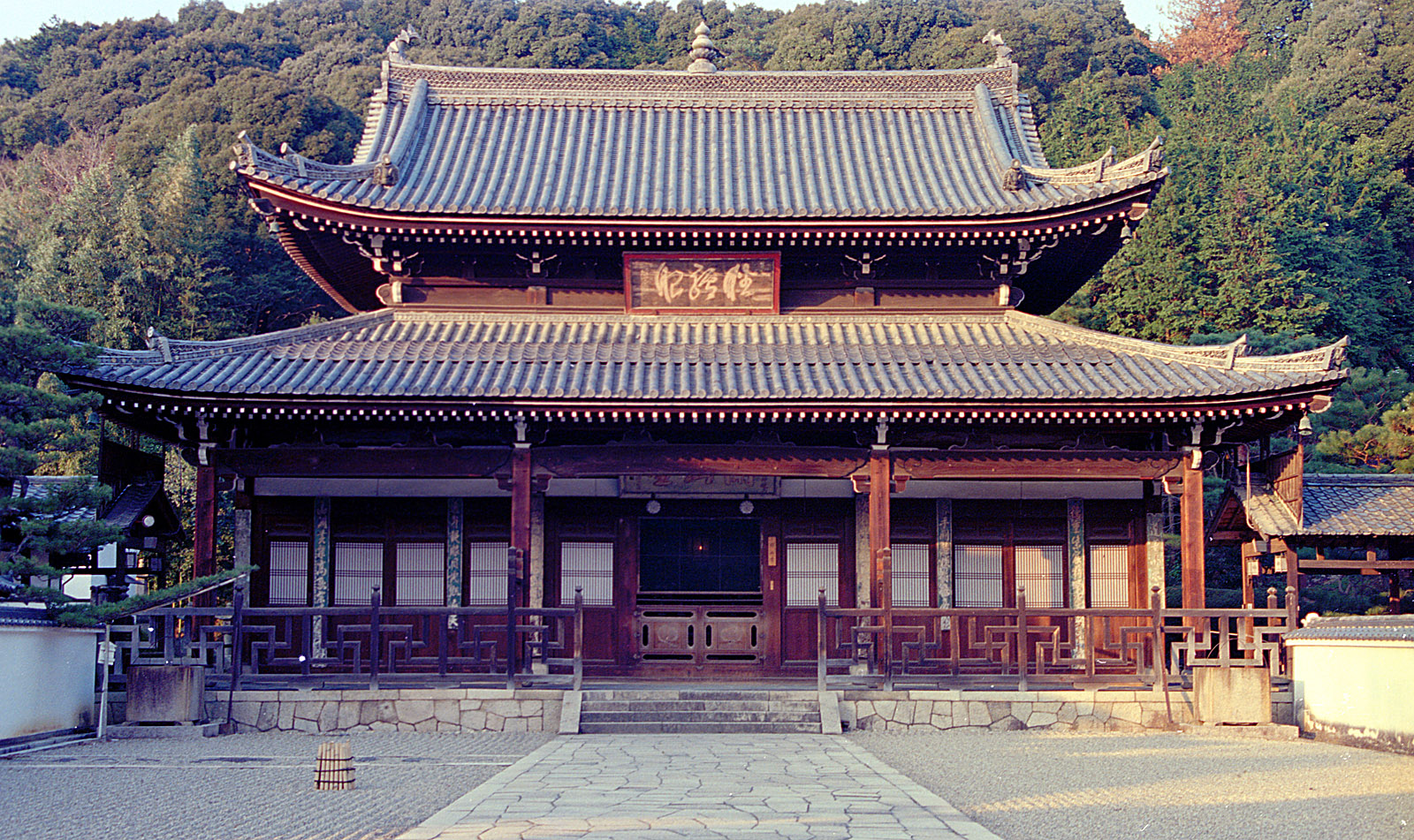
Il Manpuku-ji, monastero Ōbaku fondato nel 1661 a Uji dal monaco buddista cinese di scuola Chán, Yǐnyuán Lóngqí (隱元隆琦, giapp. Ingen Ryūki, 1592-1673) giunto in Giappone nel 1654

Ōbaku-shū (黃檗宗, scuola Ōbaku) è una delle tre scuole buddiste Zen ancora oggi esistenti in Giappone.

## Storia
La Ōbaku-shū fu fondata dal monaco buddista cinese di scuola Chán di tradizione Línjì (臨済), Yǐnyuán Lóngqí (隱元隆琦, giapp. Ingen Ryūki, 1592-1673) giunto in Giappone con un seguito di monaci allievi nel 1654 su invito di alcune comunità buddiste giapponesi. 
Questa comunità buddista Zen fondò, nel 1661 a Uji vicino a Kyoto, il monastero Manpuku-ji (萬福寺) raccogliendo altre piccole comunità monastiche cinesi che vivenano isolate nei templi dell'isola giapponese di Kyūshū. Progressivamente nel monastero Manpuku-ji si aggiunsero anche monaci giapponesi.
Risultando di tradizione Chán Línjì, questa scuola è molto simile allo Zen Rinzai, ma è maggiormente versata allo studio dei sūtra e alle scritture buddiste, con particolare riguardo al Línjí lù (臨濟錄, I detti di Línjí, giapp. Rinzai roku) opera del monaco buddista cinese Línjì Yìxuán (臨濟義玄, giapp. Rinzai Gigen; ? – 867) fondatore della scuola Chán Línjì.
L'attenzione di questa scuola Zen verso le scritture buddiste è testimoniata dal fatto che uno dei suoi maggiori maestri, Tetsugen Dōkō (鉄眼道光, 1630–1682) fu l'autore di una delle principali edizioni giapponesi del Canone buddista cinese pubblicata tra il 1678 e il 1681 in 6.956 volumi con blocchi lignei cinesi.
Questa scuola è dunque molto simile allo Zen Rinzai conservando tuttavia alcune peculiarità cinesi proprie del suo fondatore. Oltre la maggiore attenzione ai sūtra rispetto alla scuola Rinzai versata principalmente allo studio dei kōan, essa propugna la pratica del nenbutsu e la venerazione del Buddha Amida, tipiche della scuole della Terra Pura già inserite in Cina nella scuola Chán da Zhū Hóng (株宏, 1535-1615) nel XVI secolo; infine l'osservanza dei precetti del Cāturvargīya-vinaya (四分律 Shibunritsu) e non solo quelli del Brahmajālasūtra (梵網經 Bonmō kyō), come è tradizione invece per le scuole Zen Rinzai e Sōtō e per la scuola Tendai. 
La Ōbaku-shū influenzò profondamente la scuola Rinzai, fino a quando la riforma attuata da Hakuin Ekaku (白隠慧鶴, 1686-1769) non eliminò dal Rinzai la pratica del nenbutsu a favore del solo studio dei kōan e della pratica dello zazen.